# طواف فلاندرز للسيدات 2022
طواف فلاندرز للسيدات 2022 (بالفرنسية: Tour des Flandres féminin 2022)‏ هو سباق دراجات هوائية، وهو الموسم التاسع عشر من طواف فلاندرز للسيدات، وأقيم في 3 أبريل 2022 ضمن سباقات طواف العالم للدراجات للسيدات 2022، وشارك فيه 140 متسابقاً ووصل إلى نهايته 104 متسابقاً.
فاز بالمركز الأول لوت كوبيكي، وبالمركز الثاني أنيميك فان فليوتن، وبالمركز الثالث شانتال بلاك.

## الفرق
| فرق سيدات عالمية (14)- كانيون–إس آر إيه إم ريسينغ 2022 ‏ - EF Education–Tibco–SVB ‏ - FDJ–Suez ‏ - رالي سايكلنج 2022 ‏ - ليف ريسينغ 2022 ‏ - موفيستار للسيدات 2022 ‏ - فريق رولان كوجياس إديلويس 2022 ‏ - Liv AlUla Jayco ‏ - فريق سنويب للسيدات 2022 ‏ - جامبو فيسما للسيدات 2022 ‏ - إس دي وركس 2022 ‏ - Lidl–Trek (women's team) ‏ - يو أي أيه تيم 2022 ‏ - فريق أونو إكس برو للدراجات للسيدات 2022 ‏ فرق دراجات قارية سيدات (10)- بنجوال شوفالمير-فان إيك سبورت 2022 ‏ - Ceratizit Pro Cycling ‏ - لي كول واهو 2022 ‏ - لوتو سودال للسيدات 2022 ‏ - ماسي تكتيك 2022 ‏ - مولتوم أكونتانتس 2022 ‏ - إن إكس تي جي ريسينغ 2022 ‏ - باركهوتل فالكنبورغ 2022 ‏ - بلانتور بورا 2022 ‏ - فالكار ترافل سيرفس 2022 ‏ |  |
| |  |

## المشاركون
| موفيستار للسيدات ‏ MOV | موفيستار للسيدات ‏ MOV  | موفيستار للسيدات ‏ MOV |
| --------------------- | ---------------------- | --------------------- |
| م                     | عداء                   | مرتبة                 |
| 1                     | أنيميك فان فليوتن      | 2                     |
| 2                     | أود بيانيك             | 30                    |
| 3                     | Emma Norsgaard         | 13                    |
| 4                     | أليسيا غونزاليس بلانكو | 99                    |
| 5                     | باربرا جوارشي          | 100                   |
| 6                     | أرلينيس سيرا           | 4                     |

| Lidl–Trek (women's team) ‏ TFS | Lidl–Trek (women's team) ‏ TFS | Lidl–Trek (women's team) ‏ TFS |
| ----------------------------- | ----------------------------- | ----------------------------- |
| م                             | عداء                          | مرتبة                         |
| 11                            | إليسا بالسامو (طريق)          | 28                            |
| 12                            | لوسيندا براند                 | 50                            |
| 13                            | Lauretta Hanson ‏              | لم يكمل السباق                |
| 14                            | إليسا ونغو بورغيني (طريق)     | 33                            |
| 15                            | ليا توماس                     | لم يكمل السباق                |
| 16                            | Ellen van Dijk (طريق)         | 31                            |

| إس دي وركس ‏ SDW | إس دي وركس ‏ SDW             | إس دي وركس ‏ SDW |
| --------------- | --------------------------- | --------------- |
| م               | عداء                        | مرتبة           |
| 21              | لوت كوبيكي (طريق)           | 1               |
| 22              | إيلينا سيتشيني              | 49              |
| 23              | كريستين ماجروس (طريق)       | 15              |
| 24              | مارلين رويسر (طريق)         | 5               |
| 25              | Chantal van den Broek-Blaak | 3               |
| 26              | ديمي فوليرينغ               | 17              |

| جامبو فيسما للسيدات ‏ TJV | جامبو فيسما للسيدات ‏ TJV | جامبو فيسما للسيدات ‏ TJV |
| ------------------------ | ------------------------ | ------------------------ |
| م                        | عداء                     | مرتبة                    |
| 31                       | ماريان فوس               | 20                       |
| 32                       | آنا هندرسون              | 29                       |
| 33                       | رومي كاسبر               | 65                       |
| 34                       | ريجان ماركوس             | 70                       |
| 35                       | Coryn Labecki            | 73                       |
| 36                       | Karlijn Swinkels ‏        | 104                      |

| كانيون–إس آر إيه إم ‏ CSR | كانيون–إس آر إيه إم ‏ CSR | كانيون–إس آر إيه إم ‏ CSR |
| ------------------------ | ------------------------ | ------------------------ |
| م                        | عداء                     | مرتبة                    |
| 41                       | كاتارزينا نيفيادوما      | 8                        |
| 42                       | ألينا أمياليوسيك         | 67                       |
| 43                       | Elise Chabbey ‏           | 22                       |
| 44                       | تيفاني كرومويل           | 56                       |
| 45                       | سارة روي                 | 12                       |
| 46                       | ثريا بالادين             | 32                       |

| EF Education–Tibco–SVB ‏ TIB | EF Education–Tibco–SVB ‏ TIB | EF Education–Tibco–SVB ‏ TIB |
| --------------------------- | --------------------------- | --------------------------- |
| م                           | عداء                        | مرتبة                       |
| 51                          | Veronica Ewers ‏             | 44                          |
| 52                          | Letizia Borghesi ‏           | 64                          |
| 53                          | Emma Langley ‏               | 102                         |
| 54                          | Clara Honsinger ‏            | 84                          |
| 55                          | Sara Poidevin ‏              | 66                          |
| 56                          | Tanja Erath ‏                | لم يكمل السباق              |

| FDJ–Suez ‏ FSF | FDJ–Suez ‏ FSF       | FDJ–Suez ‏ FSF |
| ------------- | ------------------- | ------------- |
| م             | عداء                | مرتبة         |
| 61            | غريس براون          | 7             |
| 62            | سيسيلي أوتوب لودفيغ | 6             |
| 63            | مارتا كافالي        | 27            |
| 64            | برودي شابمان        | 9             |
| 65            | أوجيني دوفال        | 61            |
| 66            | Marie Le Net ‏       | 79            |

| رالي سايكلنج ‏ HPW | رالي سايكلنج ‏ HPW  | رالي سايكلنج ‏ HPW |
| ----------------- | ------------------ | ----------------- |
| م                 | عداء               | مرتبة             |
| 71                | Makayla MacPherson‏ | لم يكمل السباق    |
| 72                | Barbara Malcotti ‏  | لم يكمل السباق    |
| 73                | Marit Raaijmakers ‏ | 46                |
| 74                | Kaia Schmid ‏       | لم يكمل السباق    |
| 75                | Eri Yonamine ‏      | 86                |
| 76                | ليلي وليامز        | 82                |

| ليف ريسينغ ‏ LIV | ليف ريسينغ ‏ LIV      | ليف ريسينغ ‏ LIV |
| --------------- | -------------------- | --------------- |
| م               | عداء                 | مرتبة           |
| 81              | Valerie Demey ‏       | 54              |
| 82              | Rachele Barbieri ‏    | 103             |
| 83              | Marta Jaskulska ‏     | 58              |
| 84              | Silke Smulders ‏      | 41              |
| 86              | Amber van der Hulst ‏ | 101             |

| فريق كوجياس ميتلر لوك برو للدراجات ‏ CGS | فريق كوجياس ميتلر لوك برو للدراجات ‏ CGS | فريق كوجياس ميتلر لوك برو للدراجات ‏ CGS |
| --------------------------------------- | --------------------------------------- | --------------------------------------- |
| م                                       | عداء                                    | مرتبة                                   |
| 92                                      | Hannah Buch ‏                            | 89                                      |
| 93                                      | تمارا بالابولينا ‏                       | 60                                      |
| 94                                      | غولناز خاتونتسيفا                       | لم يكمل السباق                          |
| 95                                      | ديانا كليموفا                           | لم يكمل السباق                          |
| 96                                      | Léa Stern‏                               | لم يكمل السباق                          |

| Liv AlUla Jayco ‏ BEX | Liv AlUla Jayco ‏ BEX | Liv AlUla Jayco ‏ BEX |
| -------------------- | -------------------- | -------------------- |
| م                    | عداء                 | مرتبة                |
| 101                  | أماندا سبرات         | 34                   |
| 102                  | Alexandra Manly ‏     | 18                   |
| 103                  | جورجيا بيكر          | 48                   |
| 104                  | Arianna Fidanza ‏     | 83                   |
| 106                  | أني سانستيبان        | لم يكمل السباق       |

| فريق سنويب للسيدات ‏ DSM | فريق سنويب للسيدات ‏ DSM | فريق سنويب للسيدات ‏ DSM |
| ----------------------- | ----------------------- | ----------------------- |
| م                       | عداء                    | مرتبة                   |
| 111                     | لورينا ويبيس            | لم يكمل السباق          |
| 112                     | ليا كيرشمان             | 81                      |
| 113                     | Charlotte Kool ‏         | 87                      |
| 114                     | ليان ليبرت              | لم يكمل السباق          |
| 115                     | فلورتجي ماكايج          | 14                      |
| 116                     | فايفر جورجي (طريق)      | 38                      |

| يو أي أيه تيم ‏ UAD | يو أي أيه تيم ‏ UAD  | يو أي أيه تيم ‏ UAD |
| ------------------ | ------------------- | ------------------ |
| م                  | عداء                | مرتبة              |
| 121                | مارتا باستيانيلي    | 10                 |
| 122                | صوفيا بيرتيزولو     | 16                 |
| 123                | Maaike Boogaard ‏    | 19                 |
| 124                | يوجينة بوجاك (طريق) | 88                 |
| 125                | Alena Ivanchenko ‏   | لم يكمل السباق     |
| 126                | صوفي رايت           | لم يكمل السباق     |

| فريق أونو إكس برو للدراجات للسيدات ‏ UXT | فريق أونو إكس برو للدراجات للسيدات ‏ UXT | فريق أونو إكس برو للدراجات للسيدات ‏ UXT |
| --------------------------------------- | --------------------------------------- | --------------------------------------- |
| م                                       | عداء                                    | مرتبة                                   |
| 131                                     | سوزان أندرسن                            | 35                                      |
| 132                                     | هانا بارنز                              | 72                                      |
| 133                                     | Julie Norman Leth ‏                      | 78                                      |
| 134                                     | Amalie Lutro ‏                           | 98                                      |
| 135                                     | Anniina Ahtosalo ‏                       | لم يكمل السباق                          |
| 136                                     | Mie Bjørndal Ottestad ‏                  | 55                                      |

| Ceratizit Pro Cycling ‏ WNT | Ceratizit Pro Cycling ‏ WNT | Ceratizit Pro Cycling ‏ WNT |
| -------------------------- | -------------------------- | -------------------------- |
| م                          | عداء                       | مرتبة                      |
| 141                        | ليزا برينور (طريق)         | 26                         |
| 142                        | Laura Asencio ‏             | لم يكمل السباق             |
| 143                        | ماريا جوليا كونفالونيري    | 24                         |
| 144                        | Marta Lach ‏                | 53                         |
| 145                        | Lea Lin Teutenberg ‏        | 97                         |
| 146                        | Camilla Alessio ‏           | 45                         |

| باركهوتل فالكنبورغ ‏ PHV | باركهوتل فالكنبورغ ‏ PHV | باركهوتل فالكنبورغ ‏ PHV |
| ----------------------- | ----------------------- | ----------------------- |
| م                       | عداء                    | مرتبة                   |
| 151                     | Mischa Bredewold ‏       | 23                      |
| 152                     | NED                     | 77                      |
| 153                     | Femke Gerritse ‏         | 68                      |
| 154                     | فيمكا ماركوس            | 39                      |
| 155                     | كيرستي فان هافتن        | لم يكمل السباق          |
| 156                     | Sofie van Rooijen ‏      | لم يكمل السباق          |

| فالكار سيلانس ‏ VAL | فالكار سيلانس ‏ VAL   | فالكار سيلانس ‏ VAL |
| ------------------ | -------------------- | ------------------ |
| م                  | عداء                 | مرتبة              |
| 161                | Alice Maria Arzuffi ‏ | 63                 |
| 162                | Olivia Baril ‏        | 47                 |
| 163                | كيارا كونسوني        | 37                 |
| 164                | Eleonora Gasparrini ‏ | 42                 |
| 165                | Silvia Persico ‏      | 11                 |
| 166                | Ilaria Sanguineti ‏   | 52                 |

| بنجوال شوفالمير ‏ BCV | بنجوال شوفالمير ‏ BCV | بنجوال شوفالمير ‏ BCV |
| -------------------- | -------------------- | -------------------- |
| م                    | عداء                 | مرتبة                |
| 171                  | Minke Bakker‏         | لم يكمل السباق       |
| 172                  | Naomi de Roeck‏       | لم يكمل السباق       |
| 173                  | Danique Braam ‏       | 80                   |
| 174                  | Lotte Claes ‏         | 94                   |
| 175                  | Lotte Popelier‏       | لم يكمل السباق       |

| دروبز ‏ DRP | دروبز ‏ DRP               | دروبز ‏ DRP     |
| ---------- | ------------------------ | -------------- |
| م          | عداء                     | مرتبة          |
| 181        | إليزابيث هولدن           | 21             |
| 182        | ماريا مارتينز (طريق)     | لم يكمل السباق |
| 183        | Alice Towers ‏            | 43             |
| 184        | Marjolein van 't Geloof ‏ | 76             |
| 185        | Maike van der Duin ‏      | 36             |
| 186        | غلاديس فيرهلست ‏          | لم يكمل السباق |

| لوتو بيليسول للسيدات ‏ LSL | لوتو بيليسول للسيدات ‏ LSL | لوتو بيليسول للسيدات ‏ LSL |
| ------------------------- | ------------------------- | ------------------------- |
| م                         | عداء                      | مرتبة                     |
| 191                       | Mieke Docx ‏               | 95                        |
| 192                       | Mijntje Geurts ‏           | 91                        |
| 193                       | Eefje Brandt‏              | لم يكمل السباق            |
| 194                       | Kristýna Burlová ‏         | لم يكمل السباق            |
| 195                       | Katrijn De Clercq ‏        | لم يكمل السباق            |
| 196                       | Kylie Waterreus ‏          | 90                        |

| ماسي تكتيك تيم للسيدات ‏ MAT | ماسي تكتيك تيم للسيدات ‏ MAT | ماسي تكتيك تيم للسيدات ‏ MAT |
| --------------------------- | --------------------------- | --------------------------- |
| م                           | عداء                        | مرتبة                       |
| 201                         | Mireia Benito ‏              | لم يكمل السباق              |
| 202                         | Nathalie Eklund (cyclist) ‏  | 93                          |
| 203                         | Špela Kern ‏                 | 62                          |
| 204                         | كورينا ليتشنر               | 96                          |
| 205                         | Martina Moreno Monteys‏      | لم يكمل السباق              |
| 206                         | Mireia Trias ‏               | لم يكمل السباق              |

| أوتوجلاس ويترين ‏ MUL | أوتوجلاس ويترين ‏ MUL | أوتوجلاس ويترين ‏ MUL |
| -------------------- | -------------------- | -------------------- |
| م                    | عداء                 | مرتبة                |
| 211                  | Fien Delbaere ‏       | 92                   |
| 212                  | جيسي درويتس ‏         | لم يكمل السباق       |
| 213                  | Céline van Houtum‏    | لم يكمل السباق       |
| 214                  | Marthe Goossens ‏     | 57                   |
| 215                  | Mareille Meijering ‏  | 59                   |
| 216                  | Elisa Serné‏          | لم يكمل السباق       |

| إن إكس تي جي ريسينغ ‏ AGI | إن إكس تي جي ريسينغ ‏ AGI | إن إكس تي جي ريسينغ ‏ AGI |
| ------------------------ | ------------------------ | ------------------------ |
| م                        | عداء                     | مرتبة                    |
| 221                      | Julia Borgström ‏         | 40                       |
| 222                      | Mylène de Zoete ‏         | 75                       |
| 223                      | Gaia Masetti ‏            | لم يكمل السباق           |
| 224                      | Lone Meertens ‏           | 85                       |
| 225                      | Ilse Pluimers ‏           | 74                       |
| 226                      | Maud Rijnbeek ‏           | لم يكمل السباق           |

| بلانتور بورا سيلينج تيم ‏ PLP | بلانتور بورا سيلينج تيم ‏ PLP | بلانتور بورا سيلينج تيم ‏ PLP |
| ---------------------------- | ---------------------------- | ---------------------------- |
| م                            | عداء                         | مرتبة                        |
| 231                          | Kim de Baat ‏                 | لم يكمل السباق               |
| 232                          | Julie De Wilde ‏              | 51                           |
| 233                          | ساني كانت                    | لم يكمل السباق               |
| 234                          | Yara Kastelijn ‏              | 25                           |
| 235                          | إنج فان دير هيدين            | 69                           |
| 236                          | Julie Van de Velde ‏          | 71                           |

| موفيستار للسيدات ‏ MOV | موفيستار للسيدات ‏ MOV  | موفيستار للسيدات ‏ MOV |
| --------------------- | ---------------------- | --------------------- |
| م                     | عداء                   | مرتبة                 |
| 1                     | أنيميك فان فليوتن      | 2                     |
| 2                     | أود بيانيك             | 30                    |
| 3                     | Emma Norsgaard         | 13                    |
| 4                     | أليسيا غونزاليس بلانكو | 99                    |
| 5                     | باربرا جوارشي          | 100                   |
| 6                     | أرلينيس سيرا           | 4                     |

| Lidl–Trek (women's team) ‏ TFS | Lidl–Trek (women's team) ‏ TFS | Lidl–Trek (women's team) ‏ TFS |
| ----------------------------- | ----------------------------- | ----------------------------- |
| م                             | عداء                          | مرتبة                         |
| 11                            | إليسا بالسامو (طريق)          | 28                            |
| 12                            | لوسيندا براند                 | 50                            |
| 13                            | Lauretta Hanson ‏              | لم يكمل السباق                |
| 14                            | إليسا ونغو بورغيني (طريق)     | 33                            |
| 15                            | ليا توماس                     | لم يكمل السباق                |
| 16                            | Ellen van Dijk (طريق)         | 31                            |

| إس دي وركس ‏ SDW | إس دي وركس ‏ SDW             | إس دي وركس ‏ SDW |
| --------------- | --------------------------- | --------------- |
| م               | عداء                        | مرتبة           |
| 21              | لوت كوبيكي (طريق)           | 1               |
| 22              | إيلينا سيتشيني              | 49              |
| 23              | كريستين ماجروس (طريق)       | 15              |
| 24              | مارلين رويسر (طريق)         | 5               |
| 25              | Chantal van den Broek-Blaak | 3               |
| 26              | ديمي فوليرينغ               | 17              |

| جامبو فيسما للسيدات ‏ TJV | جامبو فيسما للسيدات ‏ TJV | جامبو فيسما للسيدات ‏ TJV |
| ------------------------ | ------------------------ | ------------------------ |
| م                        | عداء                     | مرتبة                    |
| 31                       | ماريان فوس               | 20                       |
| 32                       | آنا هندرسون              | 29                       |
| 33                       | رومي كاسبر               | 65                       |
| 34                       | ريجان ماركوس             | 70                       |
| 35                       | Coryn Labecki            | 73                       |
| 36                       | Karlijn Swinkels ‏        | 104                      |

| كانيون–إس آر إيه إم ‏ CSR | كانيون–إس آر إيه إم ‏ CSR | كانيون–إس آر إيه إم ‏ CSR |
| ------------------------ | ------------------------ | ------------------------ |
| م                        | عداء                     | مرتبة                    |
| 41                       | كاتارزينا نيفيادوما      | 8                        |
| 42                       | ألينا أمياليوسيك         | 67                       |
| 43                       | Elise Chabbey ‏           | 22                       |
| 44                       | تيفاني كرومويل           | 56                       |
| 45                       | سارة روي                 | 12                       |
| 46                       | ثريا بالادين             | 32                       |

| EF Education–Tibco–SVB ‏ TIB | EF Education–Tibco–SVB ‏ TIB | EF Education–Tibco–SVB ‏ TIB |
| --------------------------- | --------------------------- | --------------------------- |
| م                           | عداء                        | مرتبة                       |
| 51                          | Veronica Ewers ‏             | 44                          |
| 52                          | Letizia Borghesi ‏           | 64                          |
| 53                          | Emma Langley ‏               | 102                         |
| 54                          | Clara Honsinger ‏            | 84                          |
| 55                          | Sara Poidevin ‏              | 66                          |
| 56                          | Tanja Erath ‏                | لم يكمل السباق              |

| FDJ–Suez ‏ FSF | FDJ–Suez ‏ FSF       | FDJ–Suez ‏ FSF |
| ------------- | ------------------- | ------------- |
| م             | عداء                | مرتبة         |
| 61            | غريس براون          | 7             |
| 62            | سيسيلي أوتوب لودفيغ | 6             |
| 63            | مارتا كافالي        | 27            |
| 64            | برودي شابمان        | 9             |
| 65            | أوجيني دوفال        | 61            |
| 66            | Marie Le Net ‏       | 79            |

| رالي سايكلنج ‏ HPW | رالي سايكلنج ‏ HPW  | رالي سايكلنج ‏ HPW |
| ----------------- | ------------------ | ----------------- |
| م                 | عداء               | مرتبة             |
| 71                | Makayla MacPherson‏ | لم يكمل السباق    |
| 72                | Barbara Malcotti ‏  | لم يكمل السباق    |
| 73                | Marit Raaijmakers ‏ | 46                |
| 74                | Kaia Schmid ‏       | لم يكمل السباق    |
| 75                | Eri Yonamine ‏      | 86                |
| 76                | ليلي وليامز        | 82                |

| ليف ريسينغ ‏ LIV | ليف ريسينغ ‏ LIV      | ليف ريسينغ ‏ LIV |
| --------------- | -------------------- | --------------- |
| م               | عداء                 | مرتبة           |
| 81              | Valerie Demey ‏       | 54              |
| 82              | Rachele Barbieri ‏    | 103             |
| 83              | Marta Jaskulska ‏     | 58              |
| 84              | Silke Smulders ‏      | 41              |
| 86              | Amber van der Hulst ‏ | 101             |

| فريق كوجياس ميتلر لوك برو للدراجات ‏ CGS | فريق كوجياس ميتلر لوك برو للدراجات ‏ CGS | فريق كوجياس ميتلر لوك برو للدراجات ‏ CGS |
| --------------------------------------- | --------------------------------------- | --------------------------------------- |
| م                                       | عداء                                    | مرتبة                                   |
| 92                                      | Hannah Buch ‏                            | 89                                      |
| 93                                      | تمارا بالابولينا ‏                       | 60                                      |
| 94                                      | غولناز خاتونتسيفا                       | لم يكمل السباق                          |
| 95                                      | ديانا كليموفا                           | لم يكمل السباق                          |
| 96                                      | Léa Stern‏                               | لم يكمل السباق                          |

| Liv AlUla Jayco ‏ BEX | Liv AlUla Jayco ‏ BEX | Liv AlUla Jayco ‏ BEX |
| -------------------- | -------------------- | -------------------- |
| م                    | عداء                 | مرتبة                |
| 101                  | أماندا سبرات         | 34                   |
| 102                  | Alexandra Manly ‏     | 18                   |
| 103                  | جورجيا بيكر          | 48                   |
| 104                  | Arianna Fidanza ‏     | 83                   |
| 106                  | أني سانستيبان        | لم يكمل السباق       |

| فريق سنويب للسيدات ‏ DSM | فريق سنويب للسيدات ‏ DSM | فريق سنويب للسيدات ‏ DSM |
| ----------------------- | ----------------------- | ----------------------- |
| م                       | عداء                    | مرتبة                   |
| 111                     | لورينا ويبيس            | لم يكمل السباق          |
| 112                     | ليا كيرشمان             | 81                      |
| 113                     | Charlotte Kool ‏         | 87                      |
| 114                     | ليان ليبرت              | لم يكمل السباق          |
| 115                     | فلورتجي ماكايج          | 14                      |
| 116                     | فايفر جورجي (طريق)      | 38                      |

| يو أي أيه تيم ‏ UAD | يو أي أيه تيم ‏ UAD  | يو أي أيه تيم ‏ UAD |
| ------------------ | ------------------- | ------------------ |
| م                  | عداء                | مرتبة              |
| 121                | مارتا باستيانيلي    | 10                 |
| 122                | صوفيا بيرتيزولو     | 16                 |
| 123                | Maaike Boogaard ‏    | 19                 |
| 124                | يوجينة بوجاك (طريق) | 88                 |
| 125                | Alena Ivanchenko ‏   | لم يكمل السباق     |
| 126                | صوفي رايت           | لم يكمل السباق     |

| فريق أونو إكس برو للدراجات للسيدات ‏ UXT | فريق أونو إكس برو للدراجات للسيدات ‏ UXT | فريق أونو إكس برو للدراجات للسيدات ‏ UXT |
| --------------------------------------- | --------------------------------------- | --------------------------------------- |
| م                                       | عداء                                    | مرتبة                                   |
| 131                                     | سوزان أندرسن                            | 35                                      |
| 132                                     | هانا بارنز                              | 72                                      |
| 133                                     | Julie Norman Leth ‏                      | 78                                      |
| 134                                     | Amalie Lutro ‏                           | 98                                      |
| 135                                     | Anniina Ahtosalo ‏                       | لم يكمل السباق                          |
| 136                                     | Mie Bjørndal Ottestad ‏                  | 55                                      |

| Ceratizit Pro Cycling ‏ WNT | Ceratizit Pro Cycling ‏ WNT | Ceratizit Pro Cycling ‏ WNT |
| -------------------------- | -------------------------- | -------------------------- |
| م                          | عداء                       | مرتبة                      |
| 141                        | ليزا برينور (طريق)         | 26                         |
| 142                        | Laura Asencio ‏             | لم يكمل السباق             |
| 143                        | ماريا جوليا كونفالونيري    | 24                         |
| 144                        | Marta Lach ‏                | 53                         |
| 145                        | Lea Lin Teutenberg ‏        | 97                         |
| 146                        | Camilla Alessio ‏           | 45                         |

| باركهوتل فالكنبورغ ‏ PHV | باركهوتل فالكنبورغ ‏ PHV | باركهوتل فالكنبورغ ‏ PHV |
| ----------------------- | ----------------------- | ----------------------- |
| م                       | عداء                    | مرتبة                   |
| 151                     | Mischa Bredewold ‏       | 23                      |
| 152                     | NED                     | 77                      |
| 153                     | Femke Gerritse ‏         | 68                      |
| 154                     | فيمكا ماركوس            | 39                      |
| 155                     | كيرستي فان هافتن        | لم يكمل السباق          |
| 156                     | Sofie van Rooijen ‏      | لم يكمل السباق          |

| فالكار سيلانس ‏ VAL | فالكار سيلانس ‏ VAL   | فالكار سيلانس ‏ VAL |
| ------------------ | -------------------- | ------------------ |
| م                  | عداء                 | مرتبة              |
| 161                | Alice Maria Arzuffi ‏ | 63                 |
| 162                | Olivia Baril ‏        | 47                 |
| 163                | كيارا كونسوني        | 37                 |
| 164                | Eleonora Gasparrini ‏ | 42                 |
| 165                | Silvia Persico ‏      | 11                 |
| 166                | Ilaria Sanguineti ‏   | 52                 |

| بنجوال شوفالمير ‏ BCV | بنجوال شوفالمير ‏ BCV | بنجوال شوفالمير ‏ BCV |
| -------------------- | -------------------- | -------------------- |
| م                    | عداء                 | مرتبة                |
| 171                  | Minke Bakker‏         | لم يكمل السباق       |
| 172                  | Naomi de Roeck‏       | لم يكمل السباق       |
| 173                  | Danique Braam ‏       | 80                   |
| 174                  | Lotte Claes ‏         | 94                   |
| 175                  | Lotte Popelier‏       | لم يكمل السباق       |

| دروبز ‏ DRP | دروبز ‏ DRP               | دروبز ‏ DRP     |
| ---------- | ------------------------ | -------------- |
| م          | عداء                     | مرتبة          |
| 181        | إليزابيث هولدن           | 21             |
| 182        | ماريا مارتينز (طريق)     | لم يكمل السباق |
| 183        | Alice Towers ‏            | 43             |
| 184        | Marjolein van 't Geloof ‏ | 76             |
| 185        | Maike van der Duin ‏      | 36             |
| 186        | غلاديس فيرهلست ‏          | لم يكمل السباق |

| لوتو بيليسول للسيدات ‏ LSL | لوتو بيليسول للسيدات ‏ LSL | لوتو بيليسول للسيدات ‏ LSL |
| ------------------------- | ------------------------- | ------------------------- |
| م                         | عداء                      | مرتبة                     |
| 191                       | Mieke Docx ‏               | 95                        |
| 192                       | Mijntje Geurts ‏           | 91                        |
| 193                       | Eefje Brandt‏              | لم يكمل السباق            |
| 194                       | Kristýna Burlová ‏         | لم يكمل السباق            |
| 195                       | Katrijn De Clercq ‏        | لم يكمل السباق            |
| 196                       | Kylie Waterreus ‏          | 90                        |

| ماسي تكتيك تيم للسيدات ‏ MAT | ماسي تكتيك تيم للسيدات ‏ MAT | ماسي تكتيك تيم للسيدات ‏ MAT |
| --------------------------- | --------------------------- | --------------------------- |
| م                           | عداء                        | مرتبة                       |
| 201                         | Mireia Benito ‏              | لم يكمل السباق              |
| 202                         | Nathalie Eklund (cyclist) ‏  | 93                          |
| 203                         | Špela Kern ‏                 | 62                          |
| 204                         | كورينا ليتشنر               | 96                          |
| 205                         | Martina Moreno Monteys‏      | لم يكمل السباق              |
| 206                         | Mireia Trias ‏               | لم يكمل السباق              |

| أوتوجلاس ويترين ‏ MUL | أوتوجلاس ويترين ‏ MUL | أوتوجلاس ويترين ‏ MUL |
| -------------------- | -------------------- | -------------------- |
| م                    | عداء                 | مرتبة                |
| 211                  | Fien Delbaere ‏       | 92                   |
| 212                  | جيسي درويتس ‏         | لم يكمل السباق       |
| 213                  | Céline van Houtum‏    | لم يكمل السباق       |
| 214                  | Marthe Goossens ‏     | 57                   |
| 215                  | Mareille Meijering ‏  | 59                   |
| 216                  | Elisa Serné‏          | لم يكمل السباق       |

| إن إكس تي جي ريسينغ ‏ AGI | إن إكس تي جي ريسينغ ‏ AGI | إن إكس تي جي ريسينغ ‏ AGI |
| ------------------------ | ------------------------ | ------------------------ |
| م                        | عداء                     | مرتبة                    |
| 221                      | Julia Borgström ‏         | 40                       |
| 222                      | Mylène de Zoete ‏         | 75                       |
| 223                      | Gaia Masetti ‏            | لم يكمل السباق           |
| 224                      | Lone Meertens ‏           | 85                       |
| 225                      | Ilse Pluimers ‏           | 74                       |
| 226                      | Maud Rijnbeek ‏           | لم يكمل السباق           |

| بلانتور بورا سيلينج تيم ‏ PLP | بلانتور بورا سيلينج تيم ‏ PLP | بلانتور بورا سيلينج تيم ‏ PLP |
| ---------------------------- | ---------------------------- | ---------------------------- |
| م                            | عداء                         | مرتبة                        |
| 231                          | Kim de Baat ‏                 | لم يكمل السباق               |
| 232                          | Julie De Wilde ‏              | 51                           |
| 233                          | ساني كانت                    | لم يكمل السباق               |
| 234                          | Yara Kastelijn ‏              | 25                           |
| 235                          | إنج فان دير هيدين            | 69                           |
| 236                          | Julie Van de Velde ‏          | 71                           |

## التصنيف العام النهائي
| التصنيف العام         | التصنيف العام               | التصنيف العام | التصنيف العام        | التصنيف العام |
| العداء                | العداء                      | البلد         | الفريق               | الوقت         |
| --------------------- | --------------------------- | ------------- | -------------------- | ------------- |
| 1                     | لوت كوبيكي                  | بلجيكا        | إس دي وركس ‏          | 4 س 11 د 21 ث |
| 2                     | أنيميك فان فليوتن           | هولندا        | موفيستار للسيدات ‏    | + 0 ث         |
| 3                     | Chantal van den Broek-Blaak | هولندا        | إس دي وركس ‏          | + 2 ث         |
| 4                     | أرلينيس سيرا                | كوبا          | موفيستار للسيدات ‏    | + 40 ث        |
| 5                     | مارلين رويسر                | سويسرا        | إس دي وركس ‏          | + 40 ث        |
| 6                     | سيسيلي أوتوب لودفيغ         | الدنمارك      | FDJ–Suez ‏            | + 40 ث        |
| 7                     | غريس براون                  | أستراليا      | FDJ–Suez ‏            | + 40 ث        |
| 8                     | Katarzyna Niewiadoma        | بولندا        | كانيون–إس آر إيه إم ‏ | + 40 ث        |
| 9                     | برودي شابمان                | أستراليا      | FDJ–Suez ‏            | + 42 ث        |
| 10                    | مارتا باستيانيلي            | إيطاليا       | يو أي أيه تيم ‏       | + 1 د 10 ث    |
| مصدر: ProCyclingStats |                             |               |                      |               |

### تصنيف النقاط
| تصنيف النقاط          | تصنيف النقاط                | تصنيف النقاط | تصنيف النقاط              | تصنيف النقاط |
| العداء                | العداء                      | البلد        | الفريق                    | النقاط       |
| --------------------- | --------------------------- | ------------ | ------------------------- | ------------ |
| 1                     | إليسا بالسامو               | إيطاليا      | Lidl–Trek (women's team) ‏ | 1536 نقطة    |
| 2                     | لوت كوبيكي                  | بلجيكا       | إس دي وركس ‏               | 1360 نقطة    |
| 3                     | لورينا ويبيس                | هولندا       | فريق سنويب للسيدات ‏       | 720 نقطة     |
| 4                     | مارتا باستيانيلي            | إيطاليا      | يو أي أيه تيم ‏            | 664 نقطة     |
| 5                     | أنيميك فان فليوتن           | هولندا       | موفيستار للسيدات ‏         | 640 نقطة     |
| 6                     | Chantal van den Broek-Blaak | هولندا       | إس دي وركس ‏               | 504 نقطة     |
| 7                     | ماريان فوس                  | هولندا       | جامبو فيسما للسيدات ‏      | 464 نقطة     |
| 8                     | سيسيلي أوتوب لودفيغ         | الدنمارك     | FDJ–Suez ‏                 | 400 نقطة     |
| 9                     | صوفيا بيرتيزولو             | إيطاليا      | يو أي أيه تيم ‏            | 376 نقطة     |
| 10                    | Silvia Persico ‏             | إيطاليا      | فالكار سيلانس ‏            | 368 نقطة     |
| مصدر: ProCyclingStats |                             |              |                           |              |

## تصنيف الفرق

### الفرق حسب النقاط
| ترتيب الفرق حسب النقاط | ترتيب الفرق حسب النقاط              | ترتيب الفرق حسب النقاط   | ترتيب الفرق حسب النقاط |
| الفريق                 | الفريق                              | البلد                    | النقاط                 |
| ---------------------- | ----------------------------------- | ------------------------ | ---------------------- |
| 1                      | إس دي وركس 2022 ‏                    | هولندا                   | 3048 نقطة              |
| 2                      | Trek-Segafredo ‏                     | الولايات المتحدة         | 1964 نقطة              |
| 3                      | كانيون–إس آر إيه إم ريسينغ 2022 ‏    | ألمانيا                  | 1396 نقطة              |
| 4                      | موفيستار للسيدات 2022 ‏              | إسبانيا                  | 1336 نقطة              |
| 5                      | يو أي أيه تيم 2022 ‏                 | الإمارات العربية المتحدة | 1208 نقطة              |
| 6                      | FDJ-Nouvelle Aquitaine-Futuroscope ‏ | فرنسا                    | 1140 نقطة              |
| 7                      | Team DSM                            | هولندا                   | 1056 نقطة              |
| 8                      | جامبو فيسما للسيدات 2022 ‏           | هولندا                   | 844 نقطة               |
| 9                      | فالكار ترافل سيرفس 2022 ‏            | إيطاليا                  | 696 نقطة               |
| 10                     | Ceratizit-WNT ‏                      | المملكة المتحدة          | 372 نقطة               |
| مصدر: ProCyclingStats  |                                     |                          |                        |

## تصانيف فرعية

### تصنيف أفضل شاب
| تصنيف أفضل شاب        | تصنيف أفضل شاب      | تصنيف أفضل شاب  | تصنيف أفضل شاب            | تصنيف أفضل شاب |
| العداء                | العداء              | البلد           | الفريق                    | الوقت          |
| --------------------- | ------------------- | --------------- | ------------------------- | -------------- |
| 1                     | فايفر جورجي         | المملكة المتحدة | فريق سنويب للسيدات ‏       |                |
| 2                     | شيرين فان أنروي     | هولندا          | Lidl–Trek (women's team) ‏ |                |
| 3                     | Julia Borgström ‏    | السويد          | إن إكس تي جي ريسينغ ‏      |                |
| 4                     | Mischa Bredewold ‏   | هولندا          | باركهوتل فالكنبورغ ‏       |                |
| 5                     | Lonneke Uneken ‏     | هولندا          | إس دي وركس ‏               |                |
| 6                     | Niamh Fisher-Black ‏ | نيوزيلندا       | إس دي وركس ‏               |                |
| 7                     | Femke Gerritse ‏     | هولندا          | باركهوتل فالكنبورغ ‏       |                |
| 8                     | Maike van der Duin ‏ | هولندا          | دروبز ‏                    |                |
| 9                     | Julie De Wilde ‏     | بلجيكا          | بلانتور بورا سيلينج تيم ‏  |                |
| 10                    | Silke Smulders ‏     | هولندا          | ليف ريسينغ ‏               |                |
| مصدر: ProCyclingStats |                     |                 |                           |                |

## وصلات خارجية
- الموقع الرسمي
- لمحة عن سباق طواف فلاندرز للسيدات 2022 على موقع  ProCyclingStats   (برو  سايكلنج  ستاتس) - إحصاءات  محترفي  الدراجات.
- طواف فلاندرز للسيدات 2022 على موقع إحصائيات الدراجات الإحترافية (الإنجليزية)